# Maurizio di Battenberg
Maurizio di Battenberg (Maurice Victor Donald; Castello di Balmoral, 3 ottobre 1891 – Zonnebeke, 27 ottobre 1914) è stato un membro della famiglia principesca di Battenberg e della famiglia reale britannica. Suo padre era il principe Enrico di Battenberg, quarto figlio di Alessandro d'Assia e della contessa Julia von Hauke, sua moglie morganatica. La madre era la principessa Beatrice di Sassonia-Coburgo-Gotha, figlia minore della regina Vittoria del Regno Unito e del principe consorte Alberto di Sassonia-Coburgo-Gotha. Fu noto come principe Maurizio di Battenberg per tutta la vita, poiché morì prima che la famiglia reale britannica rinunciasse ai propri titoli tedeschi durante la Prima guerra mondiale, quando i Battenberg cambiarono il loro nome in Mountbatten.

## Biografia
Maurizio nacque il 3 ottobre 1891 al Castello di Balmoral, ultimogenito di Enrico di Battenberg e della principessa Beatrice di Gran Bretagna; fu battezzato con i nomi Maurizio Vittorio Donald, il primo gli venne dato in onore del nonno del padre, il conte Maurice von Hauke, il secondo in onore di sua nonna, la regina Vittoria, e l'ultimo, Donald, in onore della Scozia, dove nacque. Come suo padre, anch'egli era figlio di un matrimonio morganatico: il principe Enrico di Battenberg ereditò il titolo di "Principe di Battenberg" da sua madre, la contessa Julia von Hauke, che era stata creata Principessa di Battenberg dal cognato Luigi III d'Assia. Come tale, Maurizio venne designato come "Sua Altezza Serenissima, il principe Maurizio di Battenberg" dalla nascita. Nel Regno Unito aveva il trattamento di "Sua Altezza, il principe Maurizio di Battenberg", grazie al Royal Warrant della nonna Vittoria, nel 1886 . Fu battezzato nel salotto di Balmoral il 31 ottobre 1891. I suoi padrini furono la Luisa Margherita di Prussia, duchessa di Connaught e Strathearn (rappresentata dalla regina Vittoria), Maria di Baden, principessa di Leiningen (rappresentata dalla principessa Elena di Schleswig-Holstein), Alberto Vittorio, duca di Clarence e Avondale (rappresentato da Sir Henry Ponsonby), il principe Francesco Giuseppe di Battenberg (rappresentato da Sir Fleetwood Edwards) ed Ernesto Luigi d'Assia .
Maurizio era il più giovane dei suoi quattro fratelli ed assomigliava molto al padre, che morì quando il principe aveva solo quattro anni. Era il preferito della madre fra tutti i fratelli. Sua sorella maggiore, Vittoria Eugenia di Battenberg, sposò Alfonso XIII di Spagna nel 1906 divenendo così la regina consorte di Spagna fino al 1931. Fu educato alla Lockers Park Prep School nell'Hertfordshire, frequentando il Wellington College e fu membro della Benson House. Il principe Maurizio fu nominato Massone nella Loggia Old Wellingtonian n. 3404 (la Loggia degli Old Wellingtoniani) il 21 giugno 1912 e fu nominato Maestro della Loggia dei Dodici Fratelli, n. 785 Southampton, il 22 aprile 1914 . Il principe prestò servizio nella Prima guerra mondiale come tenente nel King's Royal Rifle Corps e fu ucciso in azione a Zonnebeke , nel saliente di Ypres, il 27 ottobre 1914 . Il diario di guerra del 1° battaglione afferma: "Durante l'avanzata verso est dalla cresta, il battaglione si trovò sotto un terribile fuoco di granate e di fucili... Il povero [principe] Maurizio fu ucciso sul colpo proprio in cima alla cresta ." È sepolto nel cimitero di guerra del Commonwealth di Ypres, inoltre una targa commemorativa in suo onore e in quello del fratello Leopoldo si trova nella cattedrale di Winchester .

## Titoli e trattamento
- 3 ottobre 1891 – 27 ottobre 1914: Sua Altezza, il principe Maurizio di Battenberg
  - In Germania: 3 ottobre 1891 – 27 ottobre 1914: Sua Altezza Serenissima, il principe Maurizio di Battenberg

## Ascendenza
|                                     |                                     |                                                 | Genitori                                        |  |  | Nonni |  |  | Bisnonni         |  |  | Trisnonni       |  |
|                                     |                                     |                                                 |                                                 |  |  |       |  |  | Luigi II d'Assia |  |  | Luigi I d'Assia |  |
|                                     |                                     |                                                 |                                                 |  |  |       |  |  | Luigi II d'Assia |  |  | Luigi I d'Assia |  |
|                                     |                                     | Luisa d'Assia-Darmstadt                         |                                                 |  |  |       |  |  | Luigi II d'Assia |  |  |                 |  |
| Alessandro d'Assia                  |                                     |                                                 |                                                 |  |  |       |  |  | Luigi II d'Assia |  |  |                 |  |
|                                     |                                     | Guglielmina di Baden                            | Carlo Luigi di Baden                            |  |  |       |  |  |                  |  |  |                 |  |
|                                     |                                     | Guglielmina di Baden                            | Carlo Luigi di Baden                            |  |  |       |  |  |                  |  |  |                 |  |
|                                     |                                     | Guglielmina di Baden                            | Amalia d'Assia-Darmstadt                        |  |  |       |  |  |                  |  |  |                 |  |
| Enrico di Battenberg                |                                     | Guglielmina di Baden                            |                                                 |  |  |       |  |  |                  |  |  |                 |  |
|                                     |                                     | Hans Moritz von Hauke                           | Friedrich Carl Emanuel Hauke                    |  |  |       |  |  |                  |  |  |                 |  |
|                                     |                                     | Hans Moritz von Hauke                           | Friedrich Carl Emanuel Hauke                    |  |  |       |  |  |                  |  |  |                 |  |
|                                     |                                     | Hans Moritz von Hauke                           | Maria Salomé Schweppenhäuser                    |  |  |       |  |  |                  |  |  |                 |  |
| Julia von Hauke                     |                                     | Hans Moritz von Hauke                           |                                                 |  |  |       |  |  |                  |  |  |                 |  |
|                                     |                                     | Sophie Lafontaine                               | Franz Lafontaine                                |  |  |       |  |  |                  |  |  |                 |  |
|                                     |                                     | Sophie Lafontaine                               | Franz Lafontaine                                |  |  |       |  |  |                  |  |  |                 |  |
|                                     |                                     | Sophie Lafontaine                               | Maria Theresa Kornély                           |  |  |       |  |  |                  |  |  |                 |  |
| Maurizio                            |                                     | Sophie Lafontaine                               |                                                 |  |  |       |  |  |                  |  |  |                 |  |
|                                     | Ernesto I di Sassonia-Coburgo-Gotha | Francesco Federico di Sassonia-Coburgo-Saalfeld |                                                 |  |  |       |  |  |                  |  |  |                 |  |
|                                     | Ernesto I di Sassonia-Coburgo-Gotha | Francesco Federico di Sassonia-Coburgo-Saalfeld |                                                 |  |  |       |  |  |                  |  |  |                 |  |
|                                     | Ernesto I di Sassonia-Coburgo-Gotha | Augusta di Reuss-Ebersdorf                      |                                                 |  |  |       |  |  |                  |  |  |                 |  |
| Alberto di Sassonia-Coburgo-Gotha   | Ernesto I di Sassonia-Coburgo-Gotha |                                                 |                                                 |  |  |       |  |  |                  |  |  |                 |  |
|                                     |                                     | Luisa di Sassonia-Gotha-Altenburg               | Augusto di Sassonia-Gotha-Altenburg             |  |  |       |  |  |                  |  |  |                 |  |
|                                     |                                     | Luisa di Sassonia-Gotha-Altenburg               | Augusto di Sassonia-Gotha-Altenburg             |  |  |       |  |  |                  |  |  |                 |  |
|                                     |                                     | Luisa di Sassonia-Gotha-Altenburg               | Luisa Carlotta di Meclemburgo-Schwerin          |  |  |       |  |  |                  |  |  |                 |  |
| Beatrice di Gran Bretagna e Irlanda |                                     | Luisa di Sassonia-Gotha-Altenburg               |                                                 |  |  |       |  |  |                  |  |  |                 |  |
|                                     |                                     | Edoardo Augusto di Hannover                     | Giorgio III di Gran Bretagna                    |  |  |       |  |  |                  |  |  |                 |  |
|                                     |                                     | Edoardo Augusto di Hannover                     | Giorgio III di Gran Bretagna                    |  |  |       |  |  |                  |  |  |                 |  |
|                                     |                                     | Edoardo Augusto di Hannover                     | Carlotta di Meclemburgo-Strelitz                |  |  |       |  |  |                  |  |  |                 |  |
| Vittoria del Regno Unito            |                                     | Edoardo Augusto di Hannover                     |                                                 |  |  |       |  |  |                  |  |  |                 |  |
|                                     |                                     | Vittoria di Sassonia-Coburgo-Saalfeld           | Francesco Federico di Sassonia-Coburgo-Saalfeld |  |  |       |  |  |                  |  |  |                 |  |
|                                     |                                     | Vittoria di Sassonia-Coburgo-Saalfeld           | Francesco Federico di Sassonia-Coburgo-Saalfeld |  |  |       |  |  |                  |  |  |                 |  |
|                                     |                                     | Vittoria di Sassonia-Coburgo-Saalfeld           | Augusta di Reuss-Ebersdorf                      |  |  |       |  |  |                  |  |  |                 |  |
|                                     |                                     | Vittoria di Sassonia-Coburgo-Saalfeld           |                                                 |  |  |       |  |  |                  |  |  |                 |  |